# テオパネー
テオパネー（古希: Θεοφάνη, Theophanē）は、ギリシア神話の女性である。長母音を省略してテオパネとも表記される。ビサルテースの娘で、海神ポセイドーンのとの間に金毛羊を生んだと伝えられている。
テオパネーは大変な美人で、多くの求婚者がいたので、ポセイドーンは彼女をクルーミッサ島（所在不明）に連れ去った。求婚者たちはテオパネーの居場所を突き止めて、連れ戻すために船で出航した。そこでポセイドーンは彼らの目からテオパネーを隠すため、彼女を美しい牝の羊に変え、自らも牡の羊に変身した。さらに島の住人をも羊に変えてその中に紛れ込んだ。そのため求婚者たちはテオパネーを発見することができなかった。やがて彼らは羊を殺して飲み食いをするようになった。ポセイドーンは彼らを狼に変え、自らは元の姿に戻らずにテオパネーと交わった。この交わりによってテオパネーは子を身ごもり、金毛の羊を生んだ。この羊は後にプリクソスを黒海東岸のコルキスに運んだ後、ゼウスに捧げられ、その毛皮はコルキスの宝物としてアレースの森に立つ樫の木に打ちつけられ、不眠の竜によって守護された。